# August von Pannwitz
Friedrich Wilhelm August Sigismund von Pannwitz (* 30. März 1819 in Tzullkinnen; † 20. Juli 1900 in Darmstadt) war ein preußischer Generalleutnant.

## Leben

### Herkunft
August war ein Sohn des preußischen Hauptmanns a. D. und Oberförsters Wilhelm von Pannwitz (1787–1856) und dessen Ehefrau Julie, geborene Kohl (1801–1871).

### Militärkarriere
Nach dem Besuch der Kadettenhäuser in Kulm und Berlin wurde Pannwitz am 5. August 1837 als Sekondeleutnant dem 4. Infanterie-Regiment der Preußischen Armee überwiesen. Zur weiteren Ausbildung absolvierte er von Oktober 1840 bis Juli 1843 die Allgemeine Kriegsschule und war von Februar 1844 bis Juli 1845 als Lehrer an der Divisionsschule der 2. Division tätig. Anschließend wurde er bis Ende Juli 1848 zur Aufnahme der Festung Danzig und Umgebung kommandiert. Daran schlossen sich Kommandierungen als Adjutant des Gouverneurs von Danzig und bei der 10. Infanterie-Brigade an. Als Premierleutnant war er von Mai 1850 bis Juni 1851 Kompanieführer beim I. Bataillon im 14. Landwehr-Regiment in Gnesen. Nach einer Kommandierung als Adjutant der 2. Landwehr-Brigade stieg Pannwitz am 22. Juni 1852 zum Hauptmann auf. Mit dieser Beförderung wurde er bis zum 16. Dezember 1854 als Adjutant der 2. Division kommandiert. Am 10. April 1855 erfolgte die Ernennung zum Kompaniechef in seinem Stammregiment. Pannwitz wurde Mitte Juni 1859 zum Major befördert und Mitte November 1859 zum Kommandeur des II. Bataillons ernannt. In gleicher Eigenschaft übernahm er am 14. September 1860 das Füsilier-Bataillon, mit dem er Ende August 1863 anlässlich des Polnischen Aufstandes zur Grenzsicherung eingesetzt wurde.
Mittlerweile zum Oberstleutnant befördert, nahm Pannwitz 1866 während des Krieges gegen Österreich an den Kämpfen bei Trautenau, Königgrätz sowie Tobitschau teil und wurde mit dem Roten Adlerorden IV. Klasse mit Schwertern ausgezeichnet. Unter Beförderung zum Oberst wurde er am 30. Oktober 1866 als Kommandeur des neuerrichteten Infanterie-Regiments Nr. 74 nach Köln versetzt. Diesen Verband führte Pannwitz zu Beginn des Krieges gegen Frankreich in der Schlacht bei Spichern und erhielt für sein Wirken das Eiserne Kreuz II. Klasse. Am 8. August 1870 übernahm er für die weitere Dauer des mobilen Verhältnisses die 27. Infanterie-Brigade, mit der er sich an der Schlacht bei Colombey, den Belagerungen von Metz und Mézières sowie den Gefechten bei Étuz und Pontarlier beteiligte. Bei Forbach wurde er verwundet und war vom 3. November bis zum 14. Dezember 1870 Führer einer gemischten Abteilung aller Waffen zur Einschließung von Montmédy und Beobachtung von Longwy.
Ausgezeichnet mit dem Eisernen Kreuz I. Klasse wurde Pannwitz nach dem Friedensschluss am 3. Juni 1871 zum Kommandeur der 28. Infanterie-Brigade in Wesel ernannt und am 18. August 1871 zum Generalmajor befördert. In Genehmigung seines Abschiedsgesuches stellte man ihn am 12. Dezember 1874 mit dem Charakter als Generalleutnant zur Disposition. Anlässlich des 25. Jahrestages der Schlacht bei Spichern würdigte ihn Kaiser Wilhelm II. am 6. August 1895 durch die Verleihung des Kronen-Ordens II. Klasse mit Stern.

### Familie
Pannwitz heiratete am 20. März 1851 in Gnesen Klara Schob (1833–1903). Das Paar hatte mehrere Kinder:
- Viktor (1852–1915), preußischer Oberstleutnant a. D., Familienchronist
- Hans (* 1853), Major z.D.
- Anna (1859–1877)